# Кавернаго
Кавернаго (итал. Cavernago) — коммуна в Италии, располагается в регионе Ломбардия, подчиняется административному центру Бергамо.
Население составляет 1667 человек, плотность населения составляет 238 чел./км². Занимает площадь 7 км². Почтовый индекс — 24050. Телефонный код — 035.
Покровителем населённого пункта считается святой апостол и евангелист Марк. Праздник ежегодно празднуется 25 апреля.